# قمر الماسزاده
قمر حجياغا غيزي الماسزاده (باللغة الأذربيجانية: Qəmər Almaszadə) (تاريخ ميلادها: 10 مارس 1915 – 7 أبريل 2006) كانت راقصة ومعلمة باليه أذربيجانية.

## حياتها
ولدت قمر في باكو لعائلة فقيرة مكوٌنة من أب إسكافي وأم قابلة (مولّدة)، حجاغا ومريم الماسزاد. بدأ اهتمامها بالباليه في طفولتها عندما رأت صديقتها تمارس الباليه على المسرح، وبالتالي قررت أن تسجل لتعلم الباليه في استديو خاص. وقد أقرْت والدتها بهوايتها الجديدة، لكنها اضطرت إلى أن تكذب على والدها الرجل المسلم المحافظ، لكي يساندها ويدفع رسوم دراساتها وتدريباتها. وقد اكتًشف السر لاحقاً وكما توقّعت لم يوافق والدها على هذه الدروس، ولكن قد قيل أن والدها كان يساندها سراً عندما أصبحت قمر راقصة باليه مشهورة.

## مهنتها الفنية
بعد تخرجها من معهد الرقص في عام 1930، بدأت قمر بالعمل في مسرح أذربيجان الحكومي للأوبرا والباليه، ولكي تقابل طموحات والدها قررت قمر أن تدرس في الجامعة. في عام 1932 انتقلت إلى موسكو لكي تكمل دروسها في الباليه لكنها عادت إلى باكو لكي تمارس دوراً ثانوياً في الموسيقى الغنائية «شاخ سنم» للمؤلف الفرنسي رينولد غليير. في عام 1933 هاجرت قمر إلى سانت بطرسبرغ لكي تسجّل في معهد رقصٍ للمحترفين وتدرس على يد ماريا إيفانوفا-رومانوفا، والدة راقصة الباليه المشهورة غالينا أولانوفا. في عام 1936 أنهت قمر دراساتها وعادت إلى باكو. في عام 1937 أسست قمر فرقة أذربيجان الوطنية للرقص والموسيقى الشعبية كجزء من جمعية أذريبجان الموسيقية الفيلهرمونية، وبعد ذلك وبإرشاد الملحن عزير حجيبكوف، نظّمت قمر رحلات بحثية في جميع أنحاء أذربيجان لتصوير وتوثيق مختلف أنواع الرقص الشعبي في البلاد وتغذية ذخيرة مسرحيات فرقتها الغنائية ولنشر شهرة الفرقة على نطاقٍ واسع. في عام 1939 درٌست ولأول مرة الباليه في معهد الرقص، وفي عام 1940 دعاها وزير الثقافة في العراق لترويج الرقص الشعبي العراقي، وأسست قمر هناك الفرقـة العراقية للرقص الشعبي. بعد عدة سنوات اعتزلت قمر الرقص لكنها استمرت في تدريس الرقص في المعهد إلى آخر التسعينات.
تزوجت عام 1931 لكن زواجها لم يدم لفترة طويلة.
توفّيت قمر في باكو في 7 أبريل 2006.

## وسام
- وسام «شهرة»